# 香川県道・徳島県道5号観音寺池田線

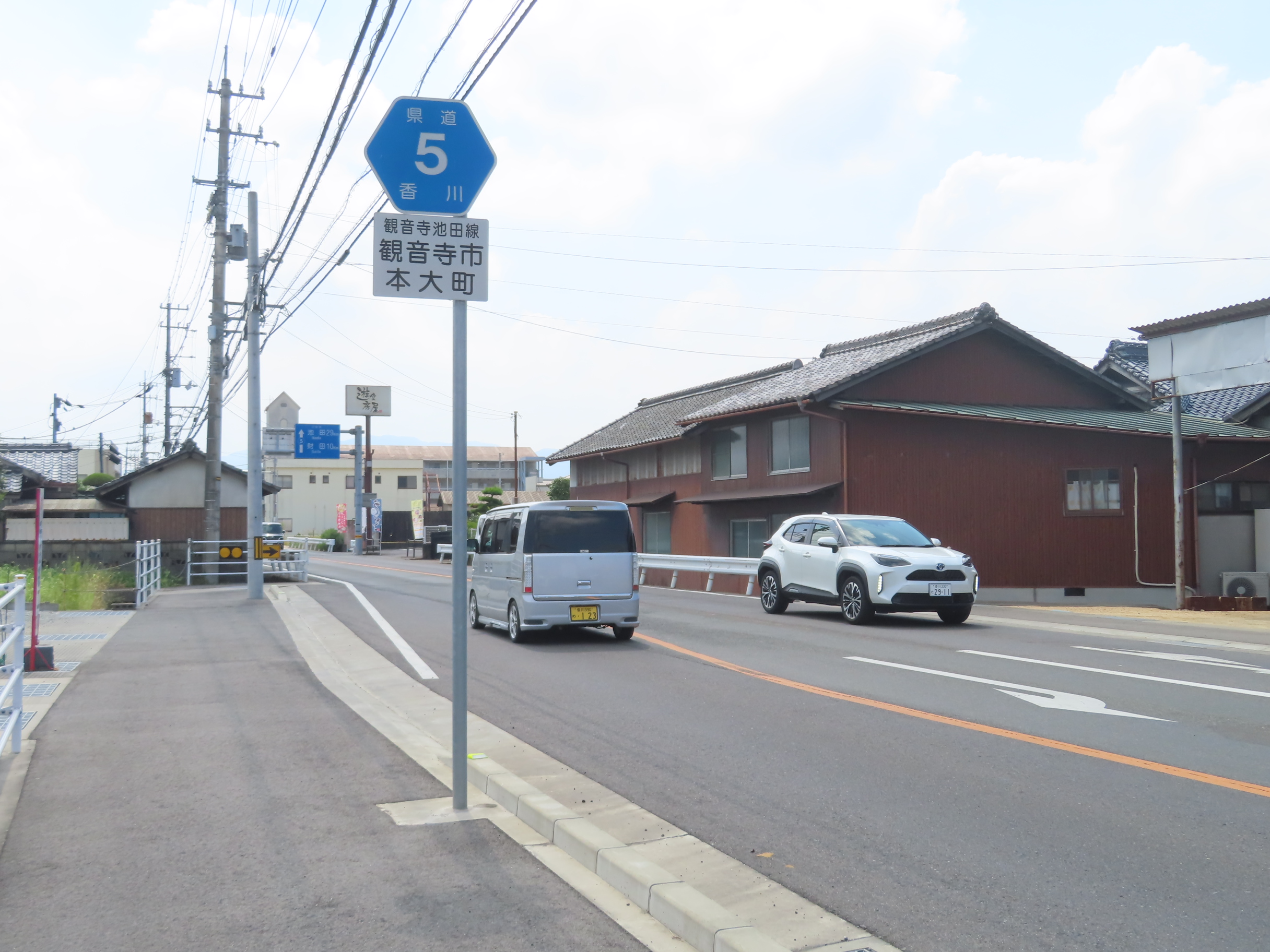
観音寺市本大町（2024年8月）

香川県道・徳島県道5号観音寺池田線（かがわけんどう・とくしまけんどう5ごう かんおんじいけだせん）は、香川県観音寺市から徳島県三好市に至る県道（主要地方道）である。

## 概要

### 路線データ
- 起点：香川県観音寺市観音寺町（大和交差点・香川県道21号丸亀詫間豊浜線交点）
- 終点：徳島県三好市池田町ウヱノ（国道32号交点）
- 陸上距離：16.174 km（香川県道）22.491 km（徳島県道[平成29年徳島県道路現況調書]）

## 歴史
- 1954年（昭和29年）1月20日 - 建設省が主要地方道観音寺池田線を指定。
- 1955年（昭和30年） - 香川県、徳島県とも主要地方道観音寺池田線を認定。
- 1971年（昭和46年） - 両県間で県道番号を5号へ統一。
- 2003年（平成15年）4月1日 - 国道32号四国中央橋の供用開始に伴い、三好大橋の前後区間が国道指定を取り消される。
- 2021年（令和3年）4月1日 - 前年12月の猪ノ鼻道路の開通に伴う国道指定の取り消しにより、猪ノ鼻道路分岐点 - 州津交差点間が本路線の単独区間となる[1]。

## 路線状況

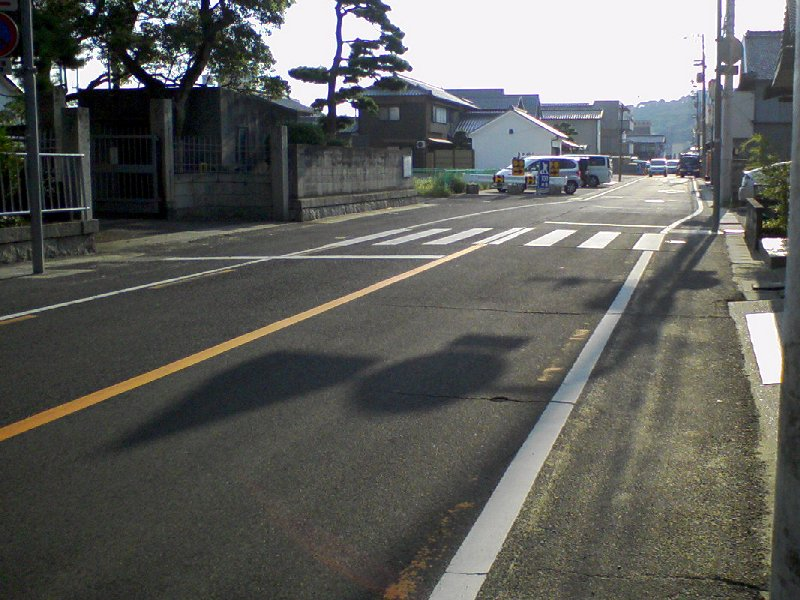
観音寺市茂木町の県立観音寺第一高校前で進む拡幅工事（2010年撮影）

起点から村黒町交差点までの拡幅工事が行われている。

### 別名
- 観音寺街道（観音寺市から三豊市財田町戸川）

### 重複区間
- 国道32号・国道319号（三豊市財田町財田上・たからだの里さいた交差点 - 三豊市財田町財田上・猪ノ鼻道路分岐点（信号なし））
- 国道192号（三好市井川町西井川・西井川交差点 - 三好市池田町ヤマダ）
- 国道32号・国道319号（三好市井川町西井川・井川池田IC入口交差点 - 三好市池田町ヤマダ）
- 徳島県道12号鳴門池田線（三好市池田町州津宮ノ久保・州津交差点 - 三好市井川町西井川・三好大橋南詰交差点）

### 橋梁
15橋梁147m（香川県内）
三好大橋（徳島県三好市）

### 道の駅
- 道の駅たからだの里さいた

## 地理
起点から三豊市たからだの里さいた交差点で国道32号と合流するまでは財田川左岸に沿って走る。猪ノ鼻峠で讃岐山脈を越える。三好大橋で吉野川を渡り右岸沿いを走った後、三好市の市街地を通過する。

### 通過する自治体
- 香川県
  - 観音寺市
  - 三豊市
- 徳島県
  - 三好市

### 交差する道路

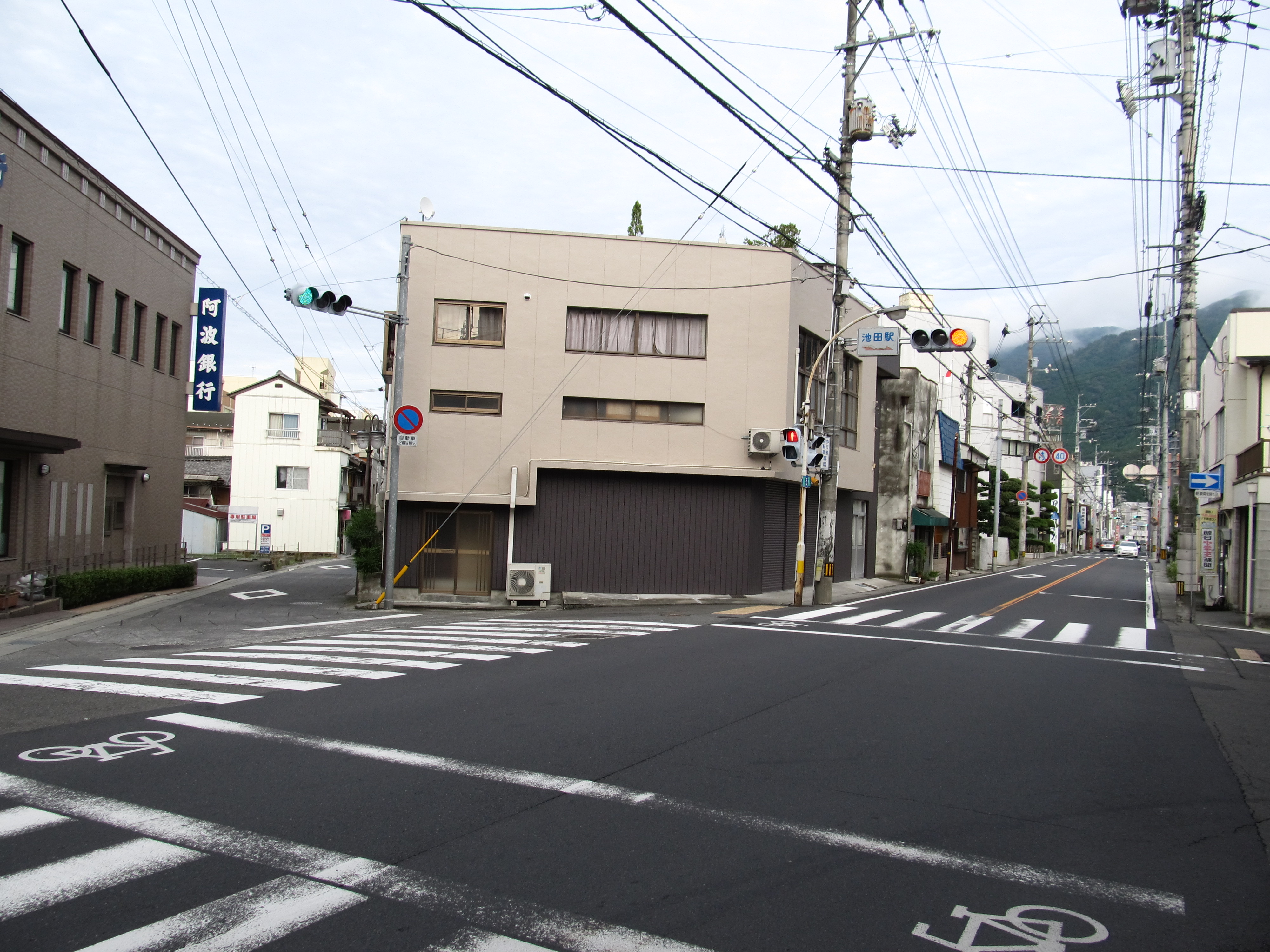
徳島県三好市池田町にある香川県道・徳島県道5号観音寺池田線（画像右奥へ延びる道）と徳島県道161号阿波池田停車場線（右折した先の道）の交点。徳島県道161号はこの地点が終点である。

- 香川県道21号丸亀詫間豊浜線（香川県観音寺市観音寺町大和町・大和交差点、起点）
- 香川県道49号観音寺善通寺線（香川県観音寺市村黒町・村黒町交差点）
- 国道11号（香川県観音寺市本大町・本大交差点）
- 香川県道24号善通寺大野原線（香川県観音寺市本大町・江藤交差点）
- 香川県道226号財田西豊中線（香川県三豊市山本町財田西山本町財田西）
- 国道377号（香川県三豊市山本町財田西・長瀬交差点）
- 国道32号（国道319号重複）（香川県三豊市財田町財田上・たからだの里さいた交差点）
- 国道32号（国道319号重複）（香川県三豊市財田町財田上・猪ノ鼻道路分岐点）
- 徳島県道6号込野観音寺線（徳島県三好市池田町西山）
- 徳島県道162号箸蔵停車場線（徳島県三好市池田町州津大深田）
- 徳島県道12号鳴門池田線（徳島県三好市池田町州津宮ノ久保・州津交差点）
- 徳島県道267号白地州津線（徳島県三好市池田町州津西ノ久保・三好大橋北詰）
- 国道192号（徳島県三好市井川町西井川・三好大橋南詰交差点）
- 徳島自動車道 井川池田IC・国道32号（国道319号重複）（徳島県三好市井川町西井川・井川池田IC入口交差点）
- 国道32号（国道192号・国道319号重複）（徳島県三好市池田町ヤマダ）
- 徳島県道161号阿波池田停車場線（徳島県三好市池田町マチ・マチ交差点）
- 国道32号（国道192号・国道319号重複）（徳島県三好市池田町ウヱノ、終点）